# ルネ・ゴシニ

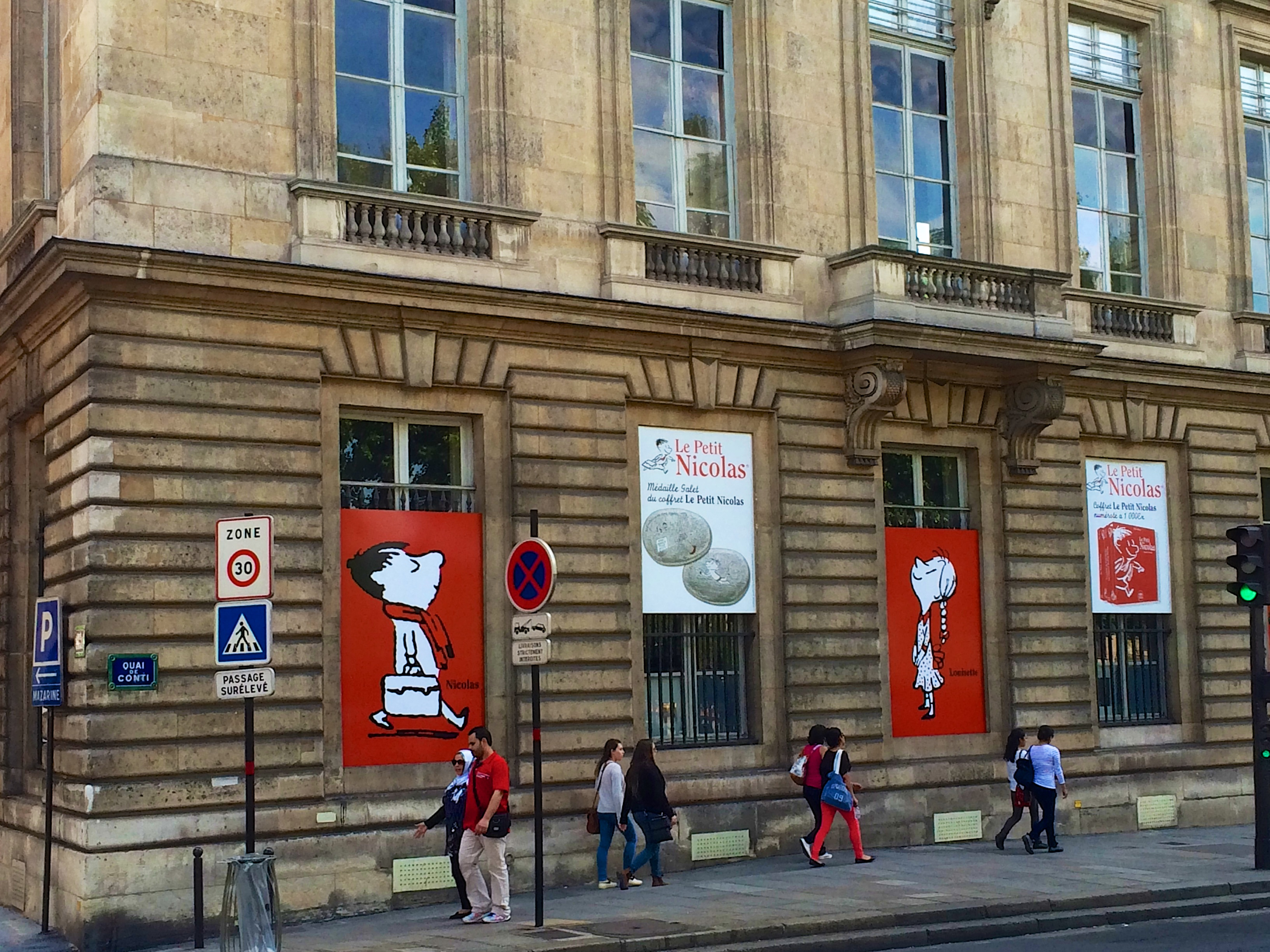
ゴシニの作品である『プチ・ニコラ』のキャラクターがあしらわれた看板

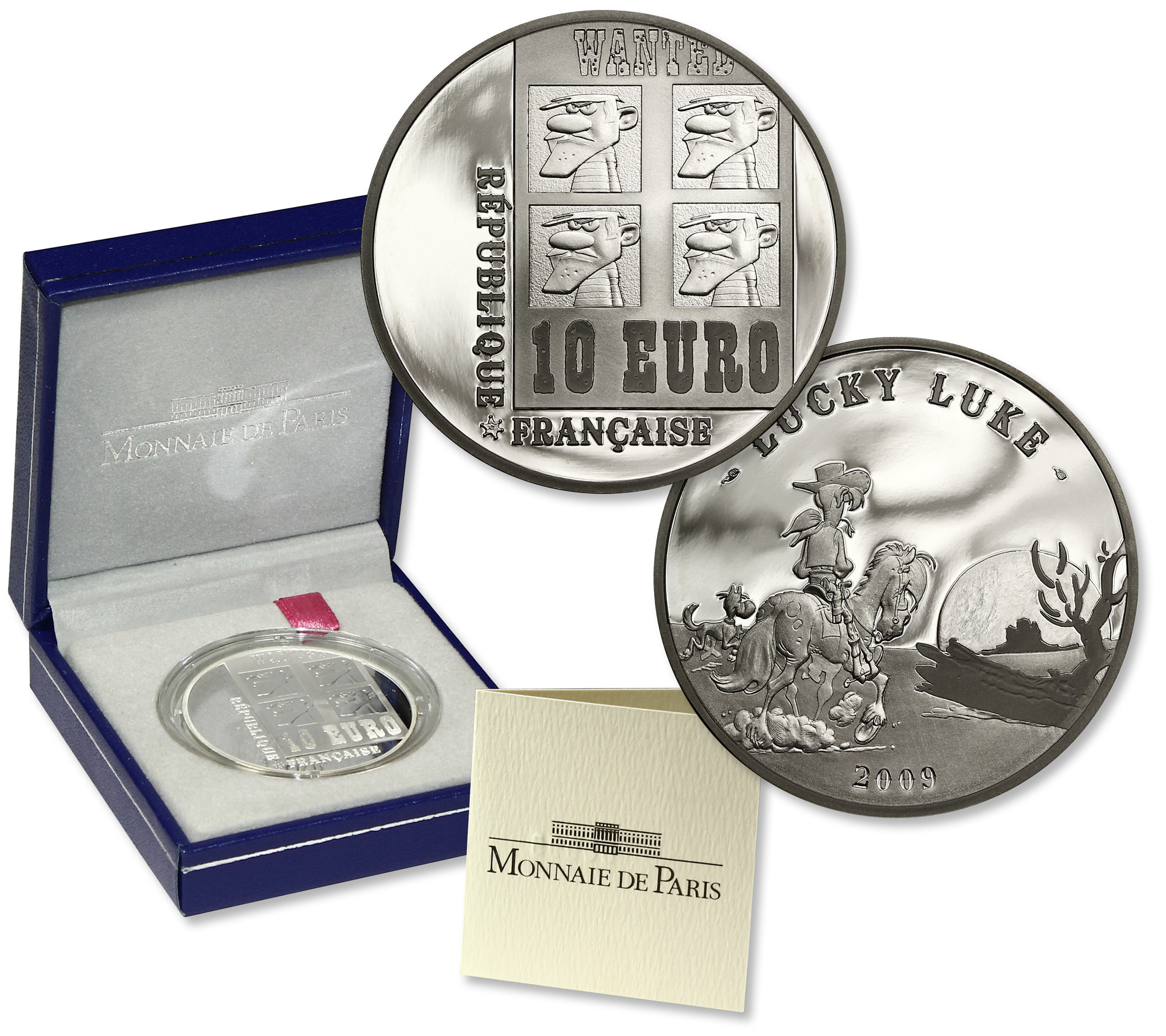
ラッキー・ルークの10ユーロ記念硬貨

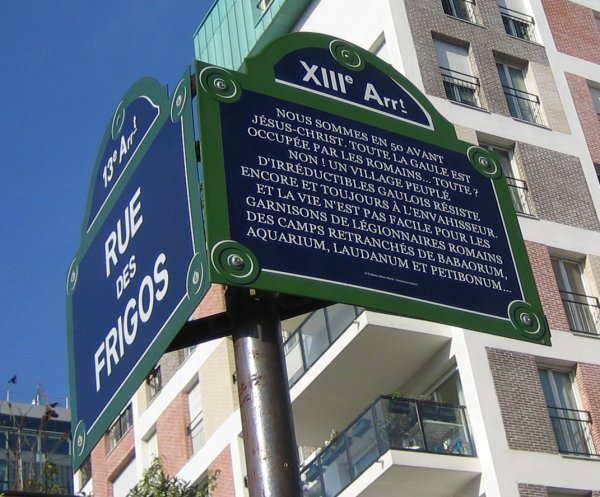
ルネ・ゴシニ通りの標識

ルネ・ゴシニ(仏: René Goscinny,1926年8月14日 – 1977年11月5日) は、フランス・パリ生まれのポーランド系フランス人作家・編集者。漫画原作者としての代表作は『アステリックス』（作画：アルベール・ユデルゾ）と『ラッキー・ルーク』（作画：Morris）、『プチ・ニコラ』（作画：ジャン＝ジャック・サンペ）などがある。
日本ではルネ・ゴッシニイと表記されることもある。

## 誕生から漫画家になるまで
ルネ・ゴシニは1926年にフランスのパリにて、ポーランド出身のユダヤ教徒の子として生まれた 。父はワルシャワの化学エンジニアで、母はポーランド第二共和国（現ウクライナ領）のジトーミル近郊にあるChodorkówという小さな村の出身者で、二人は1919年に結婚した
1920年12月10日、ルネの兄にあたるクロードが誕生し、その6年後にルネが誕生した。ルネ誕生後の1928年、父の異動に伴い、一家はアルゼンチンのブエノスアイレスに移住した
ルネは現地のフランス人学校で学び、楽しい幼少期をそこで過ごした。このとき、彼は自らの内気さを克服すべく、クラスの道化役を買って出た。読んだ本の挿絵に感銘を受けたルネは幼くして絵を描き始めた。
ルネが17歳で学校を卒業してから2年後の1943年12月、父が脳内出血のため亡くなり、彼は自分で仕事を探すことになった。
翌年に彼はタイヤ修理工場の会計助手の職を得るも一年で解雇されたため、広告代理店へイラストレーター見習いとして就職した。
ルネは1945年、母とその兄弟であるボリスとともにアメリカ合衆国のニューヨークへ移住した。アメリカ陸軍の徴兵から逃れるべく、ルネはフランスへ渡り、1946年にフランス陸軍へ入隊し、オーバーニュの第141山岳歩兵部隊へ配属された。
上位兵長の推薦を受け、ルネは連隊のイラストレーターとなり、陸軍のポスターやイラストを手掛けた。

## 家族
1967年にジルベルト・ポラーノ・ミロと結婚。 翌1968年に娘アンが生まれた。後に彼女は作家になった。

## 代表作品
| 作品名             | 発行年       | 掲載誌                         | 巻数 | 編集者           | 作画担当者               | 備考                                                  |
| ------------------ | ------------ | ------------------------------ | ---- | ---------------- | ------------------------ | ----------------------------------------------------- |
| ラッキー・ルーク   | 1955 - 19770 | スピルー、のちにピロットへ移籍 | 38   | DupuisとDargaud0 | Morris                   |                                                       |
| Modeste et Pompon0 | 1955 - 1958  | Tintin                         | 02   | Lombard          | アンドレ・フランカン     |                                                       |
| Prudence Petitpas  | 1957 - 1959  | Tintin                         |      | Lombard          | Maurice Maréchal0        | のちに『おまかせ!プルーデンスおばさん』としてアニメ化 |
| Signor Spaghetti   | 1957 - 1965  | Tintin                         | 15   | Lombard          | Dino Attanasio           |                                                       |
| Oumpah-pah         | 1958 - 1962  | Tintin                         | 03   | Lombard          | Albert Uderzo            |                                                       |
| Strapontin         | 1958 - 1964  | Tintin                         | 04   | Lombard          | Berck                    |                                                       |
| アステリックス     | 1959 - 1977  | ピロット                       | 24   | Dargaud          | アルベール・ユデルゾ     |                                                       |
| プチ・ニコラ       | 1959 - 1965  | ピロット                       | 05   | Denoël           | ジャン＝ジャック・サンペ |                                                       |
| Iznogoud           | 1962 - 1977  | Recordおよびピロット           | 14   | Dargaud          | ジャン・タバリー         |                                                       |
| Les Dingodossiers  | 1965 - 1967  | ピロット                       | 03   | Dargaud          | Gotlib                   |                                                       |

## 受賞歴
- 1974年: スウェーデンにてアダムソン賞（英語版）最優秀コミックストリップアーティスト部門を受賞
- 2005年: 漫画家の殿堂に入る。（審査員による選出）

ユネスコのインデックス・トランスラチオヌムによると、2008年4月現在、ゴシニの作品には1,800点の翻訳版があり、世界で22番目に翻訳されている作家とされている(ただし別名義で出している作品を除く) 

## 翻訳
- わんぱくニコラ ルネ・ゴシニ (著), ジャン=J.サンペ (イラスト), 曽根元吉, 一羽昌子 (翻訳)  文藝春秋 1969年 のち2巻本で文庫(1976）
- プチ・ニコラ正続 ルネ ゴシニ (著), ジャン・ジャック・サンペ (イラスト), 笹本孝 (翻訳)　牧神社 1973年
- アステリックスの冒険 作ルネ・ゴッシニイ、画アルベール・ユデルゾ 監修 渡辺一夫；翻訳 松原秀一、新倉俊一、西本晃二 双葉社、1974
- ゴシニー作 サンペ絵『ジョアシャンのゆううつ』笹本孝 翻訳 美神館、1980
- ゴシニー作 サンペ絵『おしゃれなパリのプチ・ニコラ』笹本孝 翻訳 美神館、1980
- ゴシニー作 サンペ絵『プチ・ニコラ海へ行く』笹本孝 翻訳 美神館、1980
- ゴシニー作 サンペ絵『プチ・ニコラとゆかいな仲間』笹本孝 翻訳 美神館、1980
- ゴシニー作 サンペ絵『プチ・ニコラのヴァカンス』笹本孝 翻訳 美神館、1980
- プチ・ニコラ 1-4 ルネ ゴシニ (著), ジャン=ジャック サンペ (イラスト), 曽根元吉, 一羽昌子 (翻訳) 偕成社文庫 1996
- かえってきたプチ・ニコラ 1-4 ルネ ゴシニ (著), ジャン=ジャック サンペ (イラスト), 小野萬吉 (翻訳) 偕成社 2006

## 映画
- ラッキー・ルーク (1971)　Anime	製作/監督/脚本
- アステリックスの冒険 (1975)　Anime	監督
- アステリクスとオベリクス(1999)	原作
- ミッション・クレオパトラ (2002)	原作
- アステリックスと仲間たち オリンピック大奮闘 (2008)	原作
- プチ・ニコラ (2009)	原作
- アステリックスの冒険 秘薬を守る戦い (2012)	原作